# الجمعية التونسية للمتصرفين في الأرشيف
الجمعية التونسية للمتصرفين في الأرشيف هي جمعية تونسية تهتم بمشاكل مهنة الأرشيف والتوثيق وبالعاملين في هذا القطاع.

## تأسيسها
انعقدت الجلسة التأسيسية لهذه الجمعية يوم 7 فيفري 2004، وأحرزت على تأشيرة العمل القانوني بتاريخ 2 جوان 2005.

## مكاتبها
ترأس الجمعية عند تأسيسها ربيع البنوري أستاذ علم الأرشيف بالمعهد العالي للتوثيق بتونس واستمر على رأسها إلى مارس 2009، حيث تولى الرئاسة بعده منير الحاجي، مدير بوزارة الشؤون الاجتماعية بتونس. ويتركب مكتب الجمعية من سبعة عناصر، وقد تشكل إلى حد الآن مكتبان:
- المكتب الأول للفترة (2006-2009) : الرئيس: ربيع البنوري، نائبته: شادية بن يوسف، الكاتب العام: عبد الحميد الشايب، أمين المال: عبد السلام غرس الله،  وعضوية: إلياس هويدي، الهاشمي حاشوش عوضا عن عبد الكريم الغطاسي، الوردي الميساوي.
- الفترة بين (2009-2011): الرئيس: منير الحاجي، نائبته: سعاد العيادي، الكاتب العام: محسن الحساني، أمين المال: طارق حامدي،  وعضوية: جمال السعايدي، محمود القبصي، مفيدة الهويدي.
- الفترة بين 2011 - 2014 : جاءت اثر المطالبة بجلسة انتخابية استثنائية تمّ فيها الكشف عن العديد من التجاوزات للمكتب السابق وعلى راسهم رئيس الجمعيّة الذي خالف قانون الجمعيّات وواصل مهامه حتّى بعد استقالة بقيّة الأعضاء وتكوّن المكتب المنتخب من: رئيس الجمعيّة: الأسعد الهلالي، نائب الرئيس: عادل المعيزي، امين مال: نزيهة جليطي، كاتب عام: حكيمه حرباوي وأعضاء: ناديه موسى و معز حمدي
- المكتب الحالي: رئيس الجمعيّة: الأسعد الهلالي، كاتب عام: سليمان العربي، امين مال: محمد العوني، عضو مكلف بالنظام الداخلي: قيس البجاوي، عضو مكلف بتاطير الطلبة و المتربصين: معز حمدي، عضو مكلف بالنشاط الثقافي: رفقه عمري، عضو مكلف بالعلاقات الخارجية: مريم الطرابلسي، عضو مكلف بالسياسة الارشيفيّة: عادل المعيزي

## أهدافها
تهدف الجمعية التونسية للمتصرفين في الأرشيف إلى:
- ربط الصلة بين الأرشيفيين التونسيين بقطع النظر عن موقع عملهم أو القطاع الذي ينتمون إليه، سواء في المؤسسات الخاصة أو الحكومية.
- النهوض بالمهنة والمهنيين ؛
- تبادل الخبرات بين العاملين في قطاع الأرشيف.

## نشاطها
ينتمي إلى الجمعية عدد من الأساتذة والمهنيين، وهو ما جعل اجتماعاتها مزيجا من النظري والتطبيقي وتبادل للخبرات بين المهنيين. وتعقد الجمعية التونسيين للمتصرفين في الأرشيف اجتماعات لمناقشة مواضيع تتعلق بمستقبل المهنة في ظل تكنولوجيات المعلومات والاتصال، ومن بينها:
- مهنة الأرشيفي في المؤسسة والمجتمع في ضوء تطور مهن المعلومات ؛
- واقع مهنة الأرشيف الاجتماعي والمؤسساتي ؛
- علاقة المهنة بالمهن التوثيقية الأخرى والمهن المتصلة بالمعلومات ؛
- المؤثرات التكنولوجية الحديثة في المهنة.

كما تشارك الجمعية في بعض الأنشطة المتصلة بميدان الأرشيف ومن بينها اليوم الوطني للأرشيف الذي ينتظم بتونس يوم 26 فيفري من كل سنة، والمعرض الدولي للأرشيف (Archivexpo) الذي جرت دورته الأولى في جوان 2009.

## ميدان النشر
تنشر الجمعية التونسية للمتصرفين في الأرشيف نشرية سنوية تحت عنوان أثر وقد صدر منها حتى 2008 أربعة أعداد، وهي تهتم بتغطية نشاط الجمعية وتوفر معلومات حول قطاع الأرشيف بصفة عامة.